# Protokół dyplomatyczny
Protokół dyplomatyczny – określa reguły postępowania i zachowania dyplomaty, normy obowiązujące w kontaktach urzędowych z władzami państwa akredytacji, jak również we wzajemnych stosunkach między placówkami dyplomatycznymi innych państw w danej stolicy. Protokół dyplomatyczny reguluje także wzajemne kontakty osób reprezentujących dane państwo, jak również instytucji i urzędów. Jest elementem międzynarodowej dyplomacji i kurtuazji. Jego nazwa wiąże się z kongresem wiedeńskim 1815 roku. Aby uniknąć w czasie jego trwania nieporozumień (zwłaszcza związanych z domniemaną potęgą czy wielkością reprezentowanego państwa) i wprowadzić ład na towarzyszących kongresowi przyjęciach i spotkaniach, ustalono zasady pierwszeństwa uczestników związane z kolejnością przybycia na Kongres, aby uniknąć pomyłek – po raz pierwszy w historii je zaprotokołowano.
Podstawowym zadaniem protokołu jest wykluczenie sporów i nieporozumień na tle pierwszeństwa między osobami reprezentującymi oficjalne stanowiska. Realizując to zadanie, protokół przypomina o istnieniu i potrzebie przestrzegania zasad suwerennej równości państw oraz zapewnia odpowiedni klimat w czasie wizyt, spotkań i uroczystości. Protokół dyplomatyczny ma charakter międzynarodowy, jednakże w protokołach poszczególnych państw występują różnice wynikające z tradycji narodowych i miejscowych obyczajów.
Do podstawowych zasad protokołu dyplomatycznego zaliczają się:
- zasada wzajemności
- precedencja
- exequatur

Przykłady korespondencji dyplomatycznej:
- Aide-mémoire
- memorandum
- nota ogólna i zbiorowa
- nota podpisana
- nota werbalna

W Polsce sprawami protokołu dyplomatycznego zajmuje się wyspecjalizowana komórka Ministerstwa Spraw Zagranicznych na prawach departamentu pod nazwą Protokół Dyplomatyczny.